# Římskokatolická farnost Kunčina
Římskokatolická farnost Kunčina je jedno z územních společenství římských katolíků v děkanátu Svitavy s farním kostelem svatého Jiří v děkanátu Svitavy.

## Historie farnosti
Původní osídlení bylo zřejmě slovanské. První písemná zmínka o Kunčině je z roku 1270. Kostel sv. Jiří byl postaven kolem roku 1570. Presbytář byl přestavěn v letech 1937–1938.

## Duchovní správci
Současným administrátorem je od listopadu 2010 R. D. Mgr. Karel Macků.

## Bohoslužby
| Kostel       | Místo   | Bohoslužba (den) | Hodina                                   | Poznámka     |
| ------------ | ------- | ---------------- | ---------------------------------------- | ------------ |
| svatého Jiří | Kunčina | neděle pátek     | 9.30 16.00 (zimní čas)/18.00 (letní čas) | Farní kostel |

## Aktivity farnosti
Každoročně se ve farnosti koná tříkrálová sbírka, v roce 2017 se při ní v Kunčině vybralo 21 200 korun.